# مهرینگدام (متروی برلین)

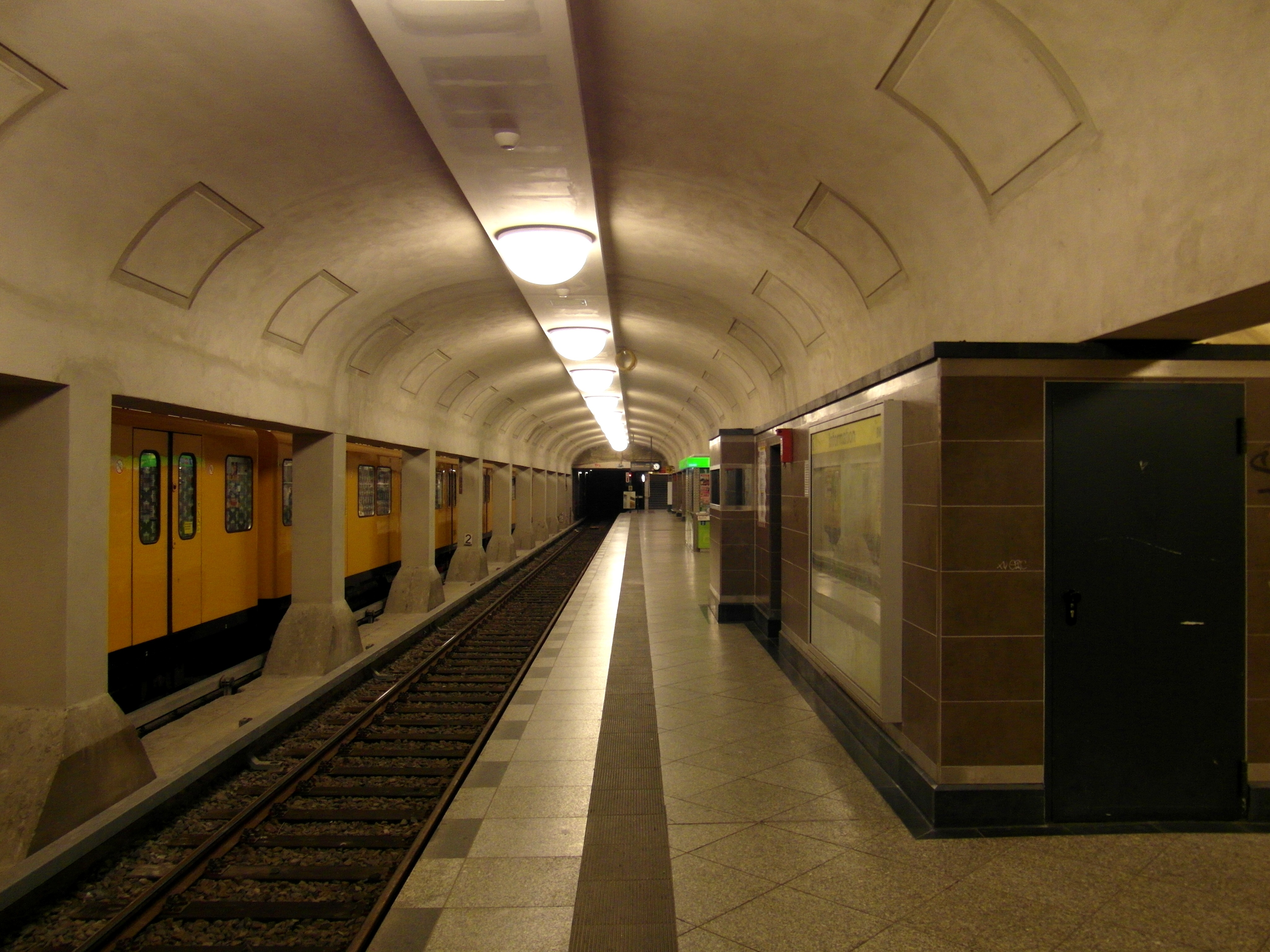
نمای سکو (۲۰۱۲)

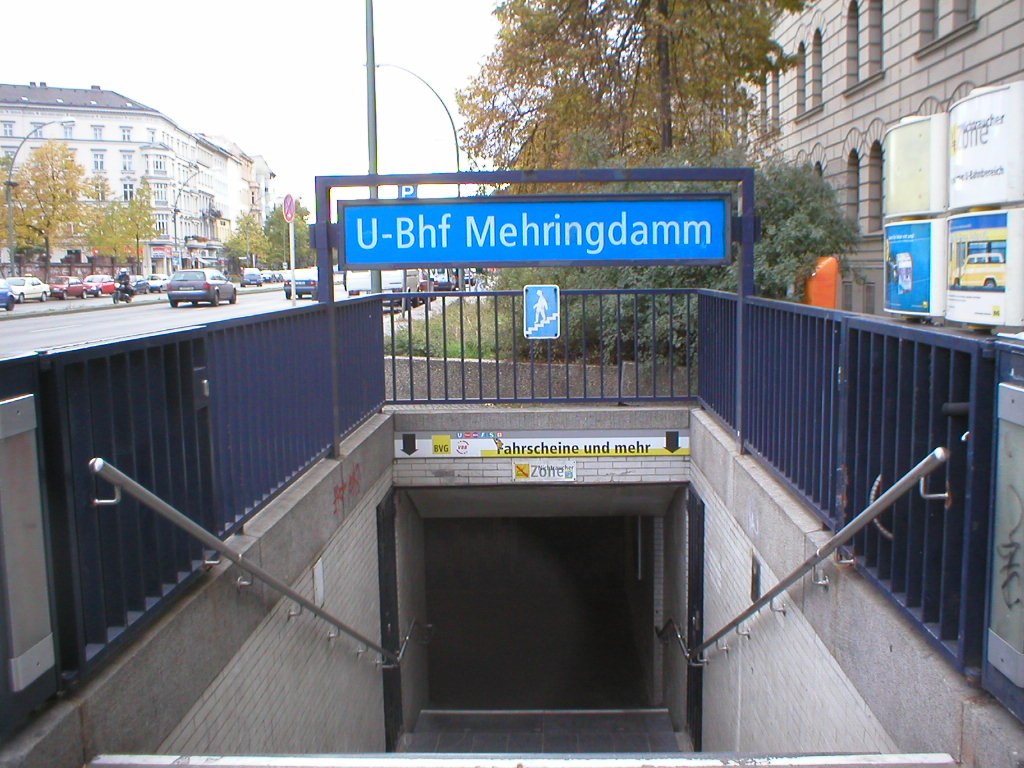
ورودی ایستگاه

مهرینگدام (آلمانی: Mehringdamm) نام یکی از ایستگاه‌های متروی برلین است که تقاطع او۶ و او۷ است.